# Simulium rubiginosum
Simulium rubiginosum är en tvåvingeart som först beskrevs av Günther Enderlein 1934.  Simulium rubiginosum ingår i släktet Simulium och familjen knott. Inga underarter finns listade i Catalogue of Life.